# Most vohunov
Most vohunov (angleško Bridge of Spies) je ameriško-nemški zgodovinski film iz leta 2015, ki ga je režiral in koproduciral Steven Spielberg po scenariju Matta Charmana in bratov Coen, v glavnih vlogah pa nastopajo Tom Hanks, Mark Rylance, Amy Ryan in Alan Alda. Film je postavljen v čas hladne vojne in prikazuje zgodbo odvetnika Jamesa B. Donovana, ki vodi pogajanja za izpustitev ameriškega pilota Francisa Garyja Powersa vohunskega letala U-2, ki so ga leta 1960 sestrelili nad Sovjetsko zvezo, v zameno za obsojenega vohuna KGB Rudolfa Abela, ki ga je bil tudi zastopal Donovan pred ameriškim sodiščem. Naslov filma se nanaša na most Glienicke med Potsdamom in Berlinom, kjer je potekala izmenjava ujetnikov.
Glavno snemanje se je začelo 8. septembra 2014 v Brooklynu, produkcija se je nato nadaljevala v Studiu Babelsberg v Potsdamu. Film je bil premierno prikazan 16. oktobra 2015 v ameriških kinematografih pod distribucijo Touchstone Pictures, 20th Century Fox pa ga je distribuiral mednarodno. Izkazal se je za uspešnico z več kot 165 milijoni USD prihodkov po svetu, kritiki pa so pohvalili scenarij, igro Hanksa in Rylancea, Spielbergovo režijo, glasbo in kostumografijo. Na 88. podelitvi je bil nominiran za oskarja v šestih kategorijah, tudi za najboljši film, prejel pa nagrado za najboljšega stranskega igralca (Rylance). Slednji je prejel tudi nagrado BAFTA, edino izmed devetih nominacij za film, in bil nominiran še za zlati globus.

## Vloge
- Tom Hanks kot James B. Donovan
- Mark Rylance kot Rudolf Abel
- Scott Shepherd kot Hoffman
- Amy Ryan kot Mary Donovan
- Sebastian Koch kot Wolfgang Vogel
- Alan Alda kot Thomas Watters Jr.
- Austin Stowell kot Francis Gary Powers
- Billy Magnussen kot Doug Forrester
- Eve Hewson kot Carol Donovan
- Jesse Plemons kot Joe Murphy
- Michael Gaston kot agent Williams
- Peter McRobbie kot Allen Dulles
- Domenick Lombardozzi kot agent Blasco
- Will Rogers kot Frederic Pryor
- Dakin Matthews kot Judge Mortimer W. Byers
- Burghart Klaußner kot Harald Ott
- Mihail Gorevoj kot Ivan Šiškin
- Stephen Kunken kot William F. Tompkins
- Noah Schnapp kot Roger Donovan
- Jillian Lebling kot Peggy Donovan